# Non mi dir
Non mi dir (укр. «Не кажи мені») — альбом італійського співака та кіноактора Адріано Челентано, випущений у 1965 році під лейблом «Clan Celentano». 

## Про альбом
«Non mi dir» став першим альбомом Адріано Челентано, випущеним його власною студією «Clan Celentano», яка була створена у 1961 році. До цього моменту студія Челентано випускала лише платівки з синглами. Альбом складався з пісень, які вийшли як сингли у 1962—1965 роках.
Добірка пісень альбому представлена жанрами поп- і рок-музики. У його записі взяв участь гурт підтримки Челентано — «I Ribelli», під керівництвом Детто Маріано. Продюсером альбому став близький друг співака Мікі Дель Прете.
До альбому увійшли декілька відомих пісень Челентано, які були кавер-версіями  композицій англомовних авторів італійською мовою. Заголовна пісня альбому «Non mi dir» — версія композиції «Synphonie» 1945 року Алекса Олстона і Джорджа Табета. Пісня посідала 6 місце у «Топ-100» найкращих синглів Італії 1965 року. Пісня «Stai lontana da me» («Ти далеко від мене») — кавер композиції «Tower of strenght» Берта Бакарака і Боба Хілларда. Пісня «Pregherò» — версія всесвітньо відомого синглу «Stand by me» американського класика соул-музики Бена Кінга. «Il problema più importante» — кавер-версія композиції «If You Gotta Make a Fool of Somebody» (1961) Джеймса Рея.
Спочатку альбом випускався на LP-платівках у 33 оберти лише в Італії. У 1991 році альбом також виходив у Німеччині. Також існує видання альбому 1965 року під назвою «Adriano Celentano Special». З 1987 року випускалося ремастоване перевидання альбому на CD. До перевидання альбому 1995 року входив бонус-трек — пісня «Amami e baciami» 1962 року.

## Список композицій
LP
Сторона «A»
| #  | Назва                                    | Автор слів              | Автор музики                 | Рік  | Тривалість |
| -- | ---------------------------------------- | ----------------------- | ---------------------------- | ---- | ---------- |
| 1. | «Stai lontana da me (Tower of strenght)» | Могол                   | Берт Бакарак і Боб Хіллард   | 1962 | 2:13       |
| 2. | «Sei rimasta sola»                       | Мікі Дель Прете         | Рікі Джанко                  | 1962 | 2:20       |
| 3. | «Uno strano tipo»                        | Могол і Мікі Дель Прете | Дон Бакі і Адріано Челентано | 1964 | 2:06       |
| 4. | «Pregherò (Stand by me)»                 | Дон Бакі                | Бен Кінг і Елмо Глік         | 1962 | 2:58       |
| 5. | «Grazie, prego, scusi»                   | Могол і Мікі Дель Прете | Натале Массара               | 1963 | 2:04       |
| 6. | «Capirai»                                | Могол                   | Натале Массара               | 1964 | 1:55       |
| 7. | «Ciao ragazzi»                           | Могол і Мікі Дель Прете | Адріано Челентано            | 1965 | 2:33       |

Сторона «Б»
| #     | Назва                                                               | Автор слів                       | Автор музики                     | Рік  | Тривалість |
| ----- | ------------------------------------------------------------------- | -------------------------------- | -------------------------------- | ---- | ---------- |
| 8.    | «Non mi dir (Synphonie)»                                            | Мікі Дель Прете і Клаудіо Адорні | Алекс Олстон і Андре Табет       | 1964 | 2:13       |
| 9.    | «È inutile davvero»                                                 | Могол і Мікі Дель Прете          | Джино Сантерколе                 | 1964 | 2:34       |
| 10.   | «Le notti lunghe»                                                   | Адріано Челентано                | Натале Массара і Паоло Цаваллоне | 1963 | 2:00       |
| 11.   | «Il problema più importante (If You Gotta Make a Fool of Somebody)» | Лучано Беретта і Мікі Дель Прете | Руді Кларк                       | 1964 | 2:32       |
| 12.   | «Sabato triste»                                                     | Могол                            | Дон Бакі і Адріано Челентано     | 1963 | 3:23       |
| 13.   | «Non piangerò»                                                      | Могол                            | Детто Маріано                    | 1964 | 2:32       |
| 14.   | «Chi ce l'ha con me»                                                | Могол і Мікі Дель Прете          | Натале Массара                   | 1964 | 3:19       |
| 34:39 |                                                                     |                                  |                                  |      |            |

Бонус-трек до видання на CD (1995)
| #     | Назва             | Автор слів      | Автор музики                        | Рік  | Тривалість |
| ----- | ----------------- | --------------- | ----------------------------------- | ---- | ---------- |
| 15.   | «Amami e baciami» | Мікі Дель Прете | Валеріо Ванкері і Адріано Челентано | 1962 | 1:58       |
| 36:29 |                   |                 |                                     |      |            |

## Музиканти
- Адріано Челентано — вокал, гітара;

«I Ribelli»
- Джанні Далл'Альйо — ударні;
- Джорджо Бенакк'йо — гітара
- Детто Маріано — клавішні, бек-вокал;
- Натале Массара — саксофон;
- Жан-Клод Бікара — бас;
- Філіпп Бікара — гітара, перкусія.

## Ліцензійні видання
| Назва                               | Лейбл                      | Маркування                 | Країна    | Рік  |
| ----------------------------------- | -------------------------- | -------------------------- | --------- | ---- |
| Non Mi Dir (LP)                     | Clan Celentano             | ACC-S/LP- 40002            | Італія    | 1965 |
| Adriano Celentano Special (LP, Gat) | Clan Celentano             | ACC-LP-40002               | Італія    | 1965 |
| Non Mi Dir (LP, RP)                 | Clan Celentano             | ACC-S/LP- 40002            | Італія    | 1966 |
| Non Mi Dir (CD, RE)                 | Clan Celentano             | CDS 6065                   | Італія    | 1987 |
| Non Mi Dir (Cass, Edi)              | Clan Celentano             | 30 CLN 20691               | Італія    | 1987 |
| Non Mi Dir (LP, RP)                 | Clan Celentano, CGD        | ACC-S/LP- 40002, CLN 20691 | Італія    | 1987 |
| Non Mi Dir (CD, RE)                 | Clan Celentano             | 9031-70208-2               | Німеччина | 1991 |
| Non Mi Dir (CD, RE, RP)             | Clan Celentano             | 9031-70208-2               | Італія    | 1991 |
| Non Mi Dir (Cass, RP)               | Clan Celentano             | 9031 70208-4               | Італія    | 1991 |
| Non Mi Dir (LP, RE)                 | Clan Celentano             | 9031-70208-1               | Німеччина | 1991 |
| Non Mi Dir (CD, RE)                 | Clan Celentano             | 74321 31425 2              | Європа    | 1995 |
| Non Mi Dir (CD, RE)                 | Clan Celentano             | SP 60752                   | Італія    | 1996 |
| Non Mi Dir (CD, RM)                 | Clan Celentano, Sony Music | CLN 20019, 4971436         | Італія    | 2002 |
| Non Mi Dir (Cass)                   | Clan Celentano             | CLN 20013                  | Італія    | 2002 |
| Non Mi Dir (CD, RE, RM)             | Clan Celentano             | 3259130004960              | Італія    | 2012 |